# Колокольчик раскидистый
Колоко́льчик раски́дистый (лат. Campánula pátula) — травянистое растение; вид рода Колокольчик.

## Ботаническое описание

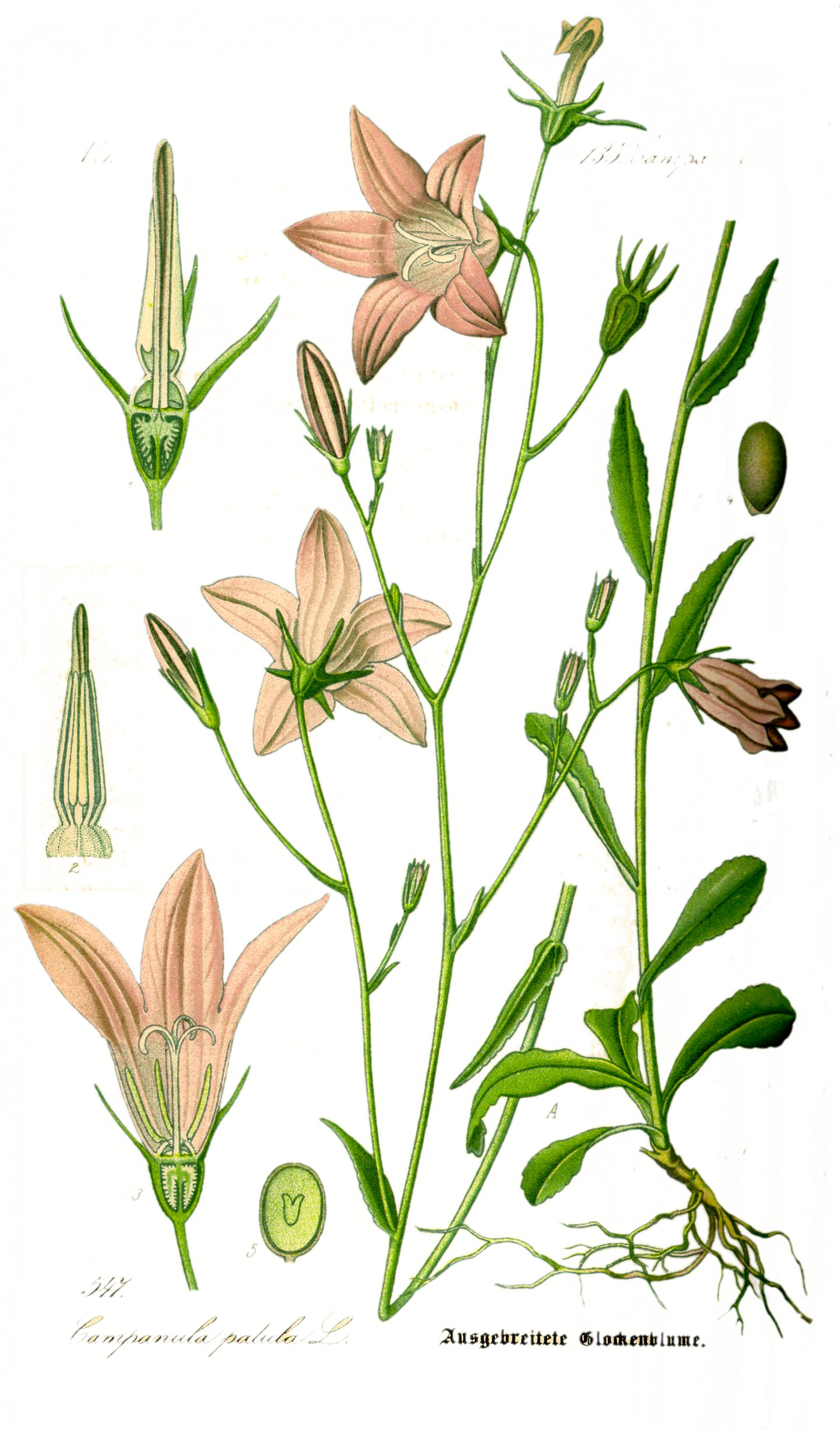

Травянистое двулетнее растение, достигает в высоту 50—70 см. Стебель прямостоячий. Листья узколанцетные, тёмно-зелёного цвета, блестящие. Цветки сине-фиолетового цвета, иногда белого, крупные, достигают до 3 см в длину, собраны в рыхлые соцветия. Плод — многосеменная коробочка.

## Распространение и экология
Распространён по всей Европе, кроме Крайнего Севера и юга. В России в европейской части и Западной Сибири.
Растёт на лугах, опушках, полянах, в светлых лесах, на залежах, придорожных луговинах.
Колокольчики опыляют медоносные и одиночные пчёлы — Chelostoma campanularum, Chelostoma rapunculi, Halictus confuses, Chelostoma distinctum, Hylaeus angustatus; мухи, жуки. Медоносные пчёлы вползают в цветок за нектаром на половину своей длины и достают нектар из-под расширенных оснований тычиночных нитей. При этом они получают с пестика пыльцу, которую укладывают в корзиночку, формируя обножку.

## Значение и применение

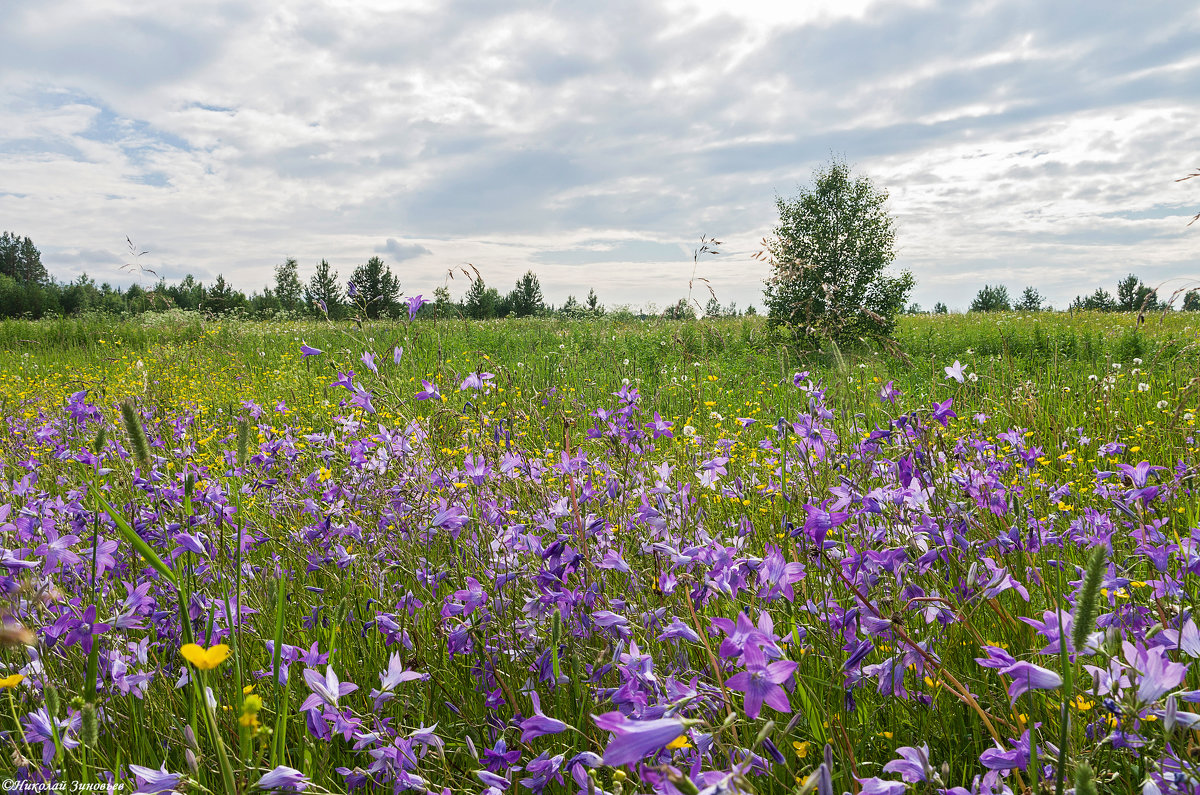
Цветение колокольчика раскидистого в окрестностях Ухты Республика Коми

Медоносное и пыльценосное растение. Продуктивность нектара за сутки равнялась: цветком 0,4 мг, растением 4,6 мг, при сплошном произрастании 3,4 кг/га, залежи 2,2 кг/га. В нектаре содержится 52,6 % сахара. Продуктивность сахара в сутки одного цветка 0,2 мг, растением 2,6 мг, при сплошном произрастании 1,9 кг/га, залежи 1,2 кг/га. Продуктивность мёда цветком 0,3 мг, растением 3,3 мг, при сплошном произрастании 2,4 кг/га, залежи — 1,5 кг/га. Минимум нектаропродуктивности одного цветка составил 0,31 мг, максимум — 0,75 мг. Минимальное количество сахара в расчете на один цветок составило 0,16 мг, максимальное 0,39 мг. Продуктивность пыльцы пыльником 1,3 мг, растением 72,3 мг, при сплошном произрастании 53,1 кг/га, залежи 34,1 кг/га.
Колокольчик раскидистый — официальная цветочная эмблема шведской провинции Даларна.

## Классификация

### Таксономия
Campanula patula L., 1753, Sp. Pl. : 163
Вид Колокольчик раскидистый относится к роду Колокольчик (Campanula) семейства Колокольчиковые (Campanulaceae) порядка Астроцветные (Asterales). Кладограмма в соответствии с Системой APG IV по состоянию на июнь 2023 года:
|  |                                      |  |                                   |                                   |                           |  | ещё 10 семейств | ещё 10 семейств |                         |  |                          |  | еще 457 подтвержденных видов и 125 видов, ожидающих подтверждения | еще 457 подтвержденных видов и 125 видов, ожидающих подтверждения |  |
|  |                                      |  |                                   |                                   |                           |  | ещё 10 семейств | ещё 10 семейств |                         |  |                          |  | еще 457 подтвержденных видов и 125 видов, ожидающих подтверждения | еще 457 подтвержденных видов и 125 видов, ожидающих подтверждения |  |
|  |                                      |  |                                   | порядок Астроцветные              |                           |  |                 |                 | род Колокольчик         |  |                          |  |                                                                   |                                                                   |  |
|  |                                      |  |                                   | порядок Астроцветные              |                           |  |                 |                 | род Колокольчик         |  | 6 внутривидовых таксонов |  |                                                                   |                                                                   |  |
|  | отдел Цветковые, или Покрытосеменные |  |                                   |                                   | семейство Колокольчиковые |  |                 |                 | Колокольчик раскидистый |  |                          |  |                                                                   |                                                                   |  |
|  | отдел Цветковые, или Покрытосеменные |  |                                   |                                   |                           |  |                 |                 |                         |  |                          |  |                                                                   |                                                                   |  |
|  |                                      |  | ещё 63 порядка цветковых растений | ещё 63 порядка цветковых растений |                           |  |                 | ещё 354 рода    | ещё 354 рода            |  |                          |  |                                                                   |                                                                   |  |
|  |                                      |  |                                   | ещё 63 порядка цветковых растений |                           |  |                 |                 | ещё 354 рода            |  |                          |  |                                                                   |                                                                   |  |

### Внутривидовые таксоны
- Campanula patula subsp. abietina (Griseb. & Schenk) Simonk.
- Campanula patula subsp. alekovyi Ančev
- Campanula patula subsp. costae (Willk.) Nyman
- Campanula patula subsp. epigaea (Janka ex Degen) Hayek
- Campanula patula subsp. jahorinae (K.Malý) Greuter & Burdet
- Campanula patula subsp. patula

### Синонимы
- Campanula allionii subsp. monanthos (Pant.) Nyman
- Campanula bellidifolia Lapeyr.
- Campanula flaccida Dalla Torre & Sarnth.
- Campanula patens Gueldenst. ex Ledeb.
- Campanula patula subsp. costae (Willk.) Fed.
- Campanula patula subsp. peterfii (Soó) Soó
- Campanula patula subsp. vajdae (Penzes) Fed.
- Campanula patula var. albiflora Syr.
- Campanula patula var. calycina Willk.
- Campanula patula var. calyciserrata Beyer
- Campanula patula var. decurrens (L.) Schult.
- Campanula patula var. flaccida Wallr.
- Campanula patula var. glauca Kuntze
- Campanula patula var. grandiflora A.DC.
- Campanula patula var. hirsuta Schur
- Campanula patula var. latifolia A.DC.
- Campanula patula var. macrocalyx Kuntze
- Campanula patula var. parva Merino
- Campanula patula var. pauciflora A.DC.
- Campanula patula var. peterfii (Soó ex Jáv.) Soó
- Campanula patula var. platyphylla Kuntze
- Campanula patula var. serratisepala Murr
- Campanula patula var. stricta Opiz
- Campanula patula var. thyrsiflora Kuntze
- Campanula patula var. uniflora Noulet
- Campanula patula var. vajdae (Pezes) Soó
- Campanula pinifolia Vuk.
- Neocodon patulus (L.) Kolak. & Serdyuk.
- Rapunculus patulus Fourr.